# Kleine Halternevel
De Kleine Halternevel (Messier 76 / NGC 650/651) is een planetaire nevel in het sterrenbeeld Perseus. Het hemelobject werd in 1780 ontdekt door Pierre Méchain en in datzelfde jaar door Charles Messier opgenomen in zijn catalogus van komeetachtige objecten als nummer 76.
De afstand tot de Kleine Halternevel is niet goed bekend en de schattingen lopen uiteen van 1700 lichtjaar tot 15 000 lichtjaar. De ware afmetingen van de nevel zijn daardoor ook niet nauwkeurig bekend. De nevel heeft een magnitude van +10,1 met een centrale ster van magnitude +16,6. Deze centrale ster, waarvan de buitenste lagen de nevel vormen, heeft een oppervlaktetemperatuur van 60 000 kelvin.
De Kleine Halternevel heet zo omdat hij sterk lijkt op de Halternevel in het sterrenbeeld Vosje (Vulpecula). Het is een van de lichtzwakste objecten in de lijst van Messier.
Vanuit de Benelux gezien kan Messier 76, tijdens de culminatie, tot in het zenit klimmen.